# Chirosia grossicauda
Chirosia grossicauda este o specie de muște din genul Chirosia, familia Anthomyiidae, descrisă de Gabriel Strobl în anul 1899. Conform Catalogue of Life specia Chirosia grossicauda nu are subspecii cunoscute.